# نیروگاه قله‌ای

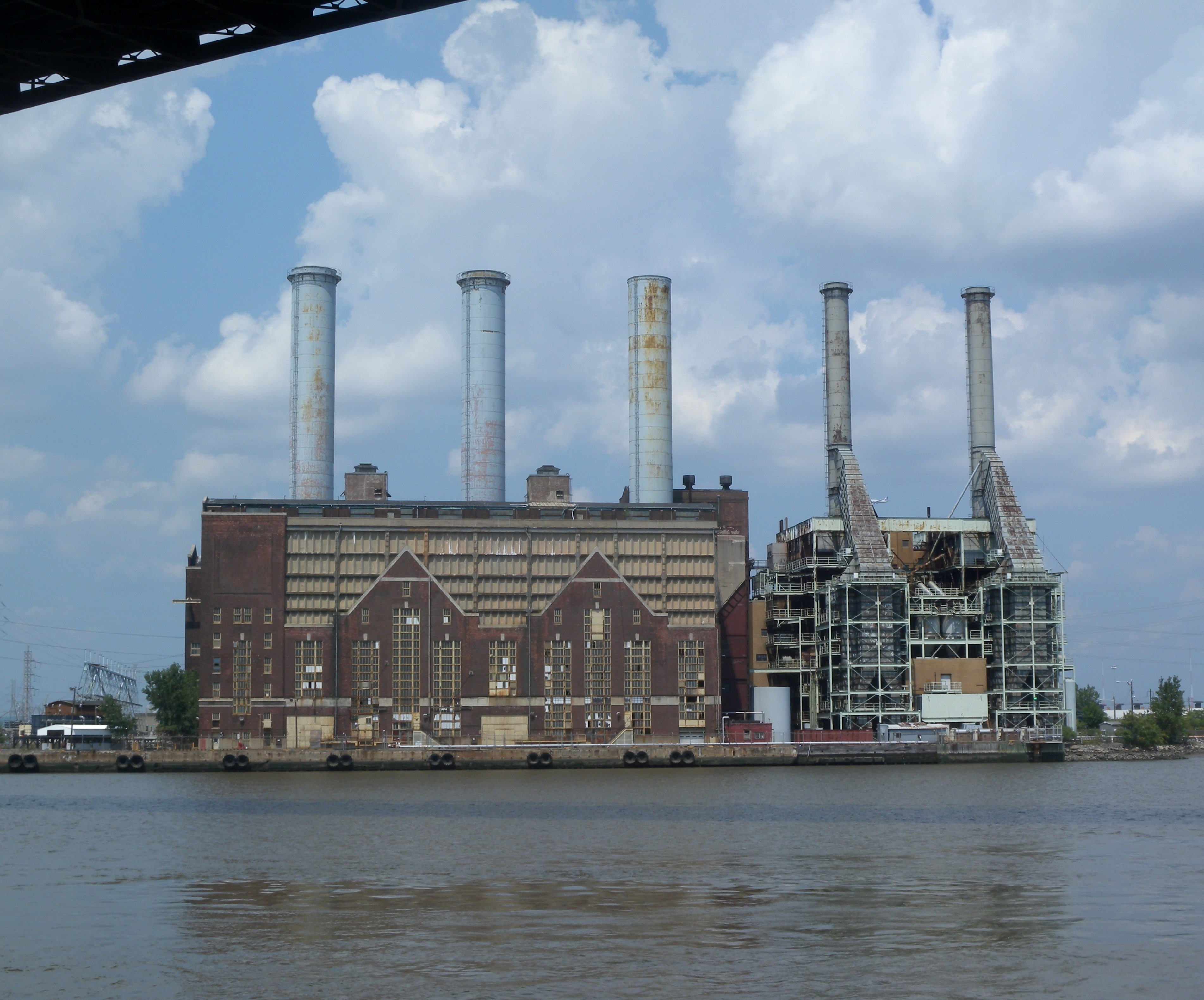

به طور کلی نیروگاه قله‌ای نیروگاه‌هایی هستند که فقط در هنگام اوج مصرف به کار گرفته می‌شوند. از آنجا که این نیروگاه‌ها به صورت مقطعی به کار گرفته می‌شوند هزینه تولید هر کیلووات انرژی آنها بیشتر از میزان هزینهٔ تولیدی در توان بار پایه است. این نیروگاه‌ها به صورت ترکیبی با نیروگاه‌های بار پایه به کار گرفته می‌شوند.
نیروگاه تلمبه ذخیره‌ای از جملهٔ این نیروگاه‌ها هستند.

## انواع
در آمریکا نیروگاه‌های قله‌ای معمولاً از نوع توربین گازی هستند که گاز طبیعی می‌سوزانند.